# 玄武館

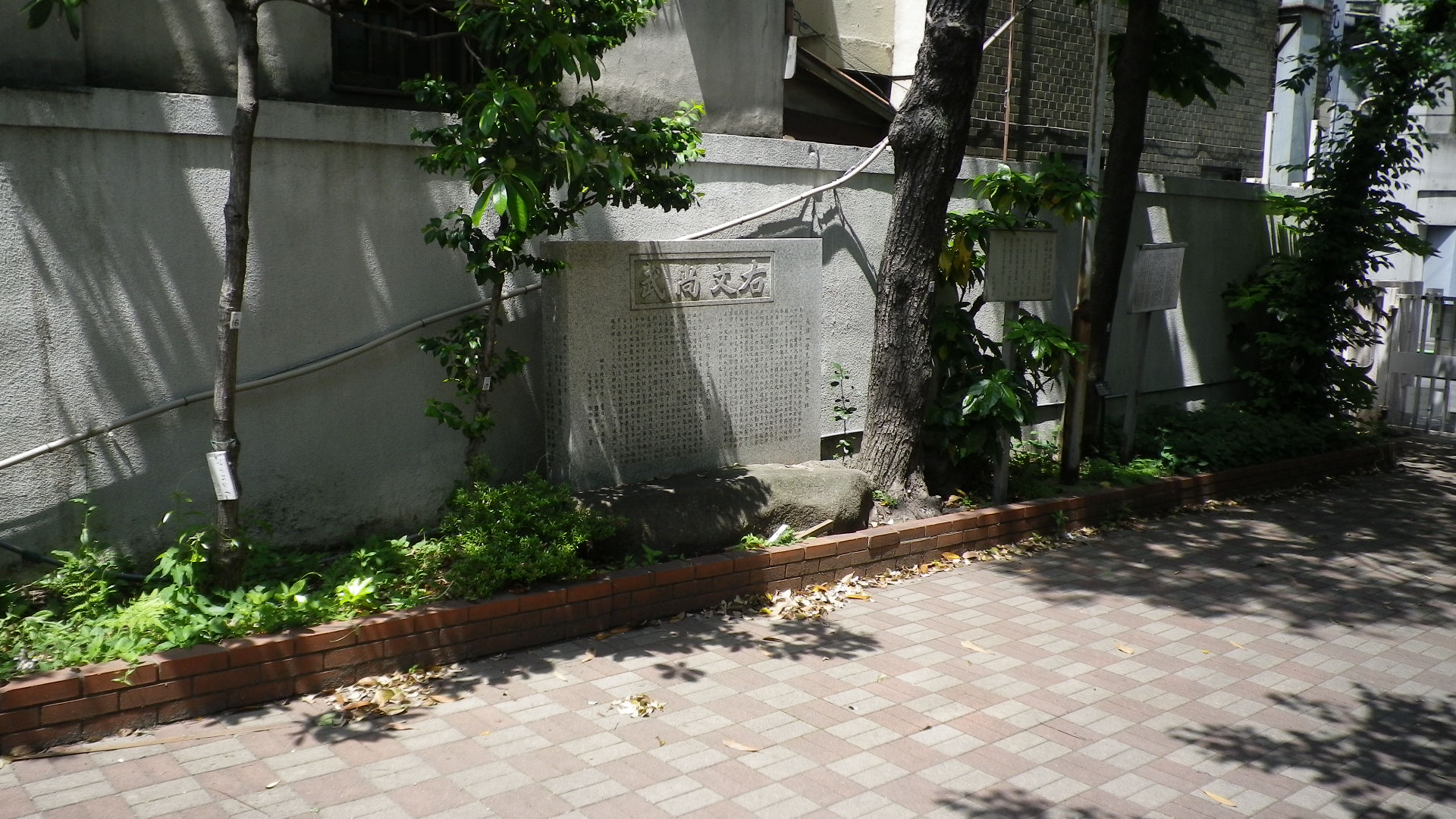
玄武館跡（2011年5月撮影）

玄武館（げんぶかん）は、千葉周作によって開かれた、北辰一刀流の道場。
「力の斎藤」（神道無念流・練兵館）、「位の桃井」（鏡新明智流・士学館）と並び、「技の千葉」と称され、幕末江戸三大道場の一つに数えられた。

## 歴史

### 創設
中西派一刀流・浅利義信の後継者となる予定だった千葉周作は、浅利と対立し、離縁した。そして、1822年（文政5年）秋、日本橋品川町に玄武館を設立し、流派名を北辰一刀流と称した。

### 幕末期
その後、神田於玉ヶ池に移転した。於玉ヶ池周辺は学者町であったため、門人が学問に接する機会が多くなり、政治に関心を持つ者が増えて明治維新に影響を与えたともいわれる。実際に玄武館の隣には儒学者（漢学者）・東条一堂が教鞭を執る瑶池塾があり、東条に師事する北辰一刀流の門下生は多かった。また、斜め向かいには天神真楊流柔術の道場があり、北辰一刀流と天神真楊流を併習する者もいた。周作以下の千葉一門は、道場を経営しつつ水戸藩の師範となっている。
周作の子たちが早世し、玄武館は閉門した。

### 明治以降
1883年（明治16年）、周作の孫の千葉周之介（之胤）が、旧玄武館門弟・山岡鉄舟と井上八郎の後見を受けて東京府東京市神田区神田錦町に玄武館を再興した。
また、周作の三男・千葉道三郎に師事した小林定之は、東京府東京市本所区菊川町に至誠館を開いた。その養子の小林四郎は、北海道小樽市へ渡り、1913年（大正2年）小樽に玄武館を開いた。小樽玄武館は太平洋戦争中の1944年（昭和19年）に閉鎖した。
1950年（昭和25年）、小樽玄武館の内弟子であった小西重治郎成之が東京都杉並区善福寺に道場を開き、玄武館の五代目を継承した。
重治郎は半世紀にわたって館長を務め、2008年（平成20年）6月に死去。
重治郎の実子である小西真円一之が六代目を継承した。
21世紀の現在は他に目黒と宇都宮・飯能・韓国ソウルとプサンに支部道場、水戸と鉾田に愛好会を持つ。

## 関係者・門人

### 千葉家係累
- 千葉周作
- 千葉定吉
- 千葉寄蘇太郎
- 千葉栄次郎
- 千葉道三郎
- 千葉多門四郎

### 玄武館四天王
- 森要蔵
- 庄司弁吉
- 塚田孔平
- 稲垣定之助

### その他の門人
- 井上八郎
- 大野佐吉
- 小澤寅吉
- 海保帆平
- 清河八郎
- 熊谷源十郎
- 坂本龍馬
- 下江秀太郎
- 平手造酒
- 藤堂平助
- 馬淵桃太郎
- 毛利荒次郎
- 山岡鉄舟
- 山南敬助
- 日比谷健次郎